# Sei codici
I sei codici (六法) sono i sei principali codici legali che costituiscono il principale corpo legislativo in Giappone, Corea del Sud e Repubblica di Cina (Taiwan). A volte, il termine è usato anche per descrivere le sei principali aree del diritto. Inoltre, può riferirsi a tutta o a parte di una raccolta di statuti.
|   | Giappone                                                    | Corea del Sud                                                     | Taiwan                                                       |
| - | ----------------------------------------------------------- | ----------------------------------------------------------------- | ------------------------------------------------------------ |
| 1 | Constituzione (1946) 日本国憲法 Nippon-koku-kenpō           | Constituzione (1948) 대한민국 헌법 Daehan-minguk Heon-beop        | Constituzione (1946) 中華民國憲法 Zhōnghuá Mínguó Xiànfǎ     |
| 2 | Codice civile (1896) 民法 Minpō                             | Codice civile (1958) 민법 Min-beop                                | Codice civile (1929) 民法 Mínfǎ                              |
| 3 | Codice di procedura civile (1996) 民事訴訟法 Minji-soshō-hō | Codice di procedura civile (1960) 민사소송법 Minsa-sosong-beop    | Codice di procedura civile (1930) 民事訴訟法 Mínshìsùsòngfǎ  |
| 4 | Codice penale (1907) 刑法 Keihō                             | Codice penale (1953) 형법 Hyeong-beop                             | Codice penale (1935) 刑法 Xíngfǎ                             |
| 5 | Codice di procedura penale (1948) 刑事訴訟法 Keiji-soshō-hō | Codice di procedura penale (1954) 형사소송법 Hyeongsa-sosong-beop | Codice di procedura penale (1928) 刑事訴訟法 Xíngshìsùsòngfǎ |
| 6 | Codice commerciale (1899) 商法 Shōhō                        | Codice commerciale (1962) 상법 Sang-beop                          | Diritto amministrativo (1933) 行政法 Xíngzhèngfǎguī          |

La parola roppō è una forma leggermente adattata del termine usato in giapponese per indicare il codice napoleonico (ナポレオン五法典, Naporeon go hōten), quando fu introdotto durante il primo periodo Meiji. Sebbene l'imperatore francese Napoleone emanò originariamente cinque codici, i giapponesi vi aggiunsero la loro costituzione per formare sei codici in tutto.
La legislazione in Giappone tende ad essere concisa. Il volume statutario Roppō Zensho (Libro dei sei codici), di dimensioni simili a un grande dizionario, contiene tutti e sei i codici, così come molti altri statuti emanati dalla Dieta nazionale.
I sei codici furono introdotti in Cina nel 1905, dopo la riforma e la modernizzazione del sistema legale cinese guidata da Cixi. Tale riforma si basava sulle leggi simili adottate in Germania, Francia e Giappone. Dopo l'istituzione del governo nazionalista, il 3 ottobre 1928 fu approvato il Libro completo dei sei codici. Il Partito Comunista Cinese abolì le pratiche dei sei codici nella Cina comunista nel febbraio 1949.
Come risultato del dominio coloniale giapponese e del ritiro della Repubblica di Cina a Taiwan, il sistema legale di Taiwan è fortemente influenzato dal Giappone e dalla Cina. Di conseguenza, i termini sei codici e Libro dei sei codici sono ampiamente utilizzati anche a Taiwan.